# Unit (banda)
Unit (también en mayúsculas como UNIT) fue una banda boliviana de grunge. Originaria de la ciudad de La Paz, Bolivia. La banda se caracterizó por las guitarras de Arandia y Dedeco, capaces de crear ambientes melodiosos como agresivos, además por la potente voz de Bedregal, quien tiene la directa influencia de vocalistas del género grunge, como Eddie Vedder (Pearl Jam); Layne Staley (Alice In Chains) y Kurt Cobain (Nirvana). Además todas las líricas de sus canciones fueron compuestas en inglés.

## Biografía
Unit se inició el año 2000, directamente influenciados por el movimiento Grunge de los 90's. La banda rápidamente produciría su primer Single, titulado "Hide", que incluía los temas "Hide", "Climbing Up The Waking Dreams" y "Sorry". Ya para el año 2002, la banda editaría su primer álbum, titulado "Red Holocaust", que se ganó una buena acogida por parte del público paceño, especialmente con temas como "End", "Smells Like Revolution", "Dark News", "Red Holocaust" y "Die", además, el álbum incluía dos canciones del primer single; "Hide" y "Climbing Up The Waking Dreams", más un video exclusivo de la banda interpretando en el estudio de grabación el tema "Sorry".
Para el año 2006, vería la luz el 2.º álbum, titulado "Beware Of The Dog", el cual rescató el sonido que caracterizaría a Unit en adelante, una mezcla de guitarras con mucha distorsión, batería pesada, como también una power ballad; el álbum representó una de las mejores producciones del rock boliviano, un artwork muy bien desarrollado, el disco además incluía un DVD con el video de "Dog Of The Fog Off The Country", primer video lanzado oficialmente por la banda; que sería seguido después con el video de "Not Afraid", el álbum también destacó temas como "Vein", "Dogs" y "Priest".
De modo que Unit logró su punto más alto con el disco "Beware Of The Dog" y en una entrevista a Coco Bedregal se le preguntó por qué cantaban en inglés, a lo que él responde que era porque para la banda el rock era como una sinfonía italiana, no la puedes traducir a otro idioma que no sea italiano y lo mismo que es el rock que tiene sus orígenes en Norteamérica.

### Separación
El año 2007, la radio "Stereo 97" sostuvo una conversación telefónica con Marcelo Arandia guitarrista de la agrupación quien en pocas palabras explicó los motivos de esta separación.
A decir del músico, cuestiones de orden personal llevaron a Mauro, Peter, André, Marcelo y David a tomar la decisión de suspender el proyecto Unit ya que no iban a poder mantenerse como grupo homogéneo y dada la unión que siempre ha caracterizado a los integrantes, si uno de ellos no puede estar en los ensayos o tiene que irse, aunque sea por un tiempo corto, la banda se verá perjudicada y no mantendrá su esencia.
La separación de Unit se lleva a cabo de forma amistosa y con la aprobación de todos los integrantes de la banda quienes aseguran que pese a la difícil situación seguirán siendo amigos aunque por caminos diferentes. Además, indicó que aún no saben cómo seguirán sus carreras, pero que seguramente en el futuro cada cual tendrá sus proyectos personales, siempre dentro de la música que es lo que los mueve y lo que los unió en primera instancia.
Fue el sábado 26 de mayo, en el evento llamado "Unity Festival", que la banda daría su última presentación, compartiendo escenario con las más reconocidas bandas nacionales. Posteriormente a Unit, Howard y Ramírez formaron parte de la emergente banda paceña de Indie Rock y experimental "Enfant", hasta el 2009, fecha en que dejarían la agrupación. Mientras tanto, después de la separación de Unit, Dedeco y Bedregal emigrarían hacia Argentina, para iniciar allá la banda denominada "Molano Beleza". Actualmente tocan en una banda de post-hardcore: Cosmódromo.

## Integrantes
- David Bedregal - vocal
- André Dedeco - guitarra
- Marcelo Arandia - guitarra
- Peter Howard - bajo
- Mauro Ramírez - batería
- Mauricio Cassis - bajo

## Discografía

### Álbumes
- Red Holocaust (2002)
- Beware Of The Dog (2006)
- unit-live (2007)

### EP / Singles
- Hide (2001)

### Videoclips
- Sorry (2003)
- Dog Of The Fog Off The Country (2006)
- Not Afraid (2006)